# Władysław Orkan
Władysław Orkan (27. listopadu 1875, Poręba Wielka, Halič – 14. května 1930, Krakov) byl polský básník, prozaik a dramatik, jeden z představitelů období tzv. Mladého Polska.

## Život
Narodil se v goralské rodině jako Franciszek Ksawery Smaciarz, roku 1898 změnil příjmení na Smreczyński podle rodného jména své matky, ale znám je především pod svým uměleckým jménem Władysław Orkan.
Začal studovat gymnázium v Krakově a zde také ve čtvrtém ročníku začal publikovat své verše. Protože rakouské úřady toto studentům nedovolovaly, přijal pseudonym Orkan (Orkán) na znamení své vzpurné povahy. Stal se členem mnoha mimoškolních spolků (i tajných bojujících za polskou nezávislost) a nakonec gymnázium pro špatný prospěch, zaviněný především touto společenskou angažovaností, nedokončil. Vrátil se do rodné vsi a po zbytek života zde hospodařil jako rolník (kromě období první světové války, kdy vstoupil do polských legií a byl povýšen na důstojníka).

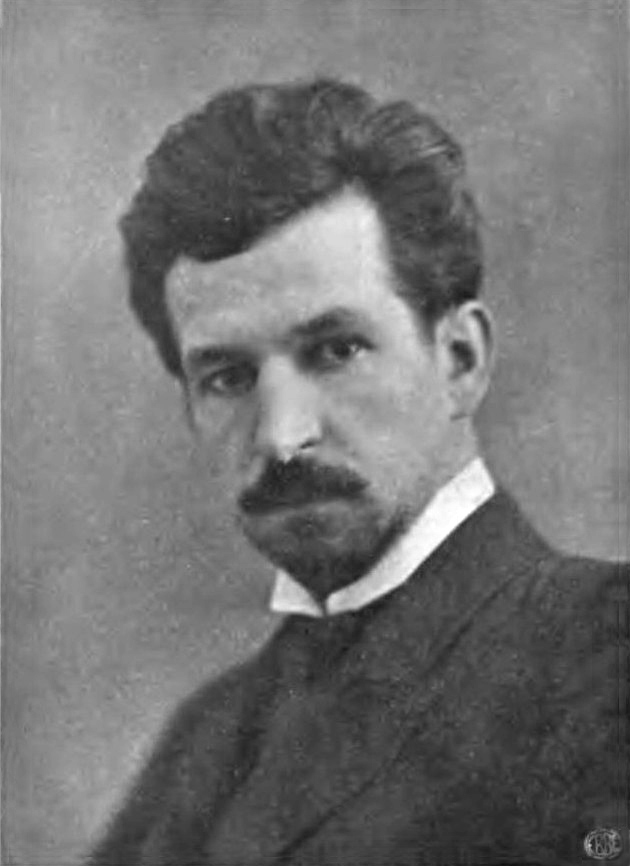
Władysław Orkan kolem roku 1912

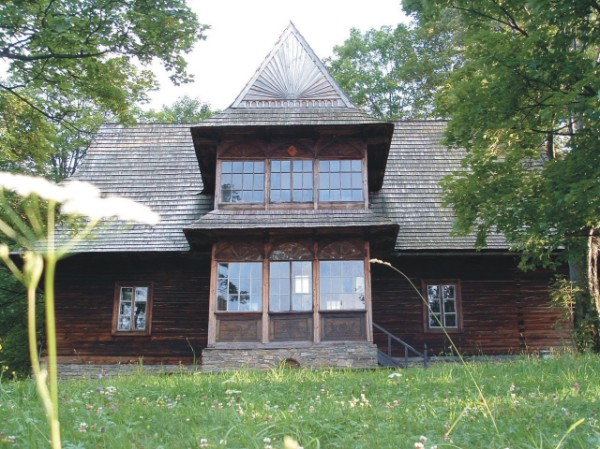
Orkanówka, dnes autorovo muzeum

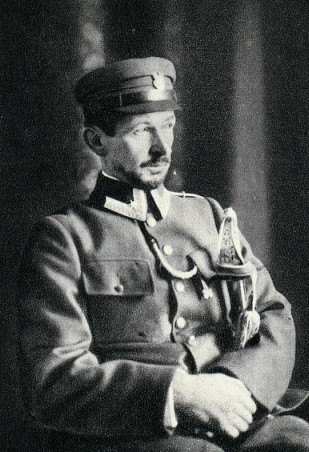
Władysław Orkan během služby v Polských legiích

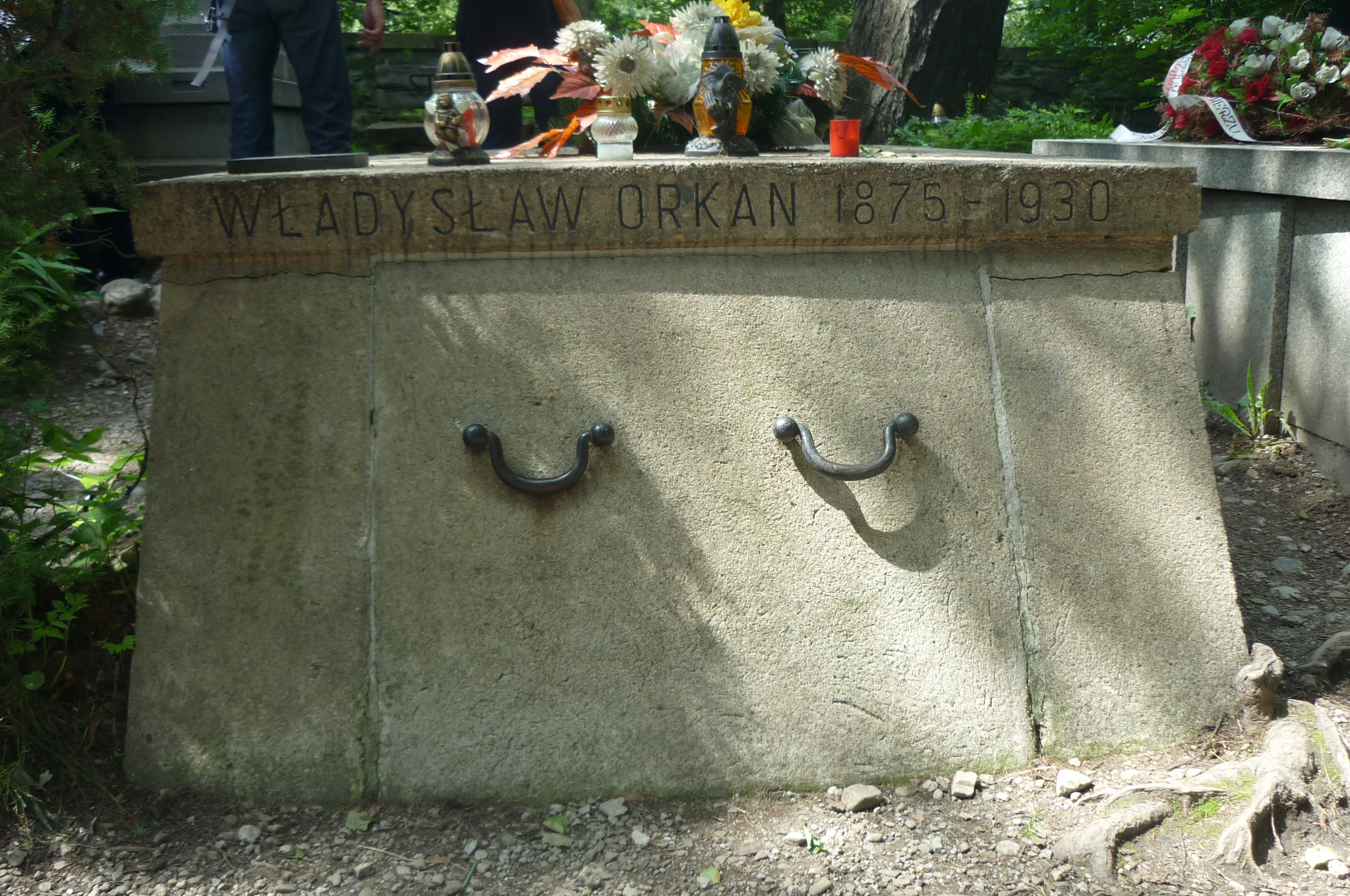
Orkanův horb v Zakopaném

O jeho prozaický knižní debut, sbírku povídek Nowelle (1898) se významně zasloužil Kazimierz Przerwa-Tetmajer, který zajistil její sazbu a ke knize napsal pochvalnou předmluvu.
Když roku 1903 obdržel odměnu za román W roztokach, začal stavět ve svém rodišti nový dům, který dostal název Orkanówka (dnes je v něm autorovo muzeum). Žil v něm od roku 1905, ale finanční potíže, které ho po celý život trápily, byly důvodem, proč dům nebyl nikdy dokončen. Hostil v něm však řadu svých literárních přátel, například Przerwu-Tetmajera, Leopolda Staffa, Jana Kasprowicze a další.
Roku 1909 se oženil s poštovní úřednicí Marií Zwierzyńskou, se kterou měl dceru Zosii. Tu vychovávala spisovatelova sestra, protože Orkanova manželka zemřela, když byly Zosii tři roky. Roku 1924 se znovu oženil s Bronisławou Folejewskou.
Je autorem básní, románů, povídek, novel, črt i divadelních her. Mísí se v nich kritický realismus a naturalismus se symbolismem a impresionistickým líčením přírody. Jako jeden z prvních zobrazil ve svých dílech sociální rozvrstveni haličské vesnice, psychiku rolníka s jeho názory, tužbami a obyčeji i radikalismus venkovské chudiny, nucené bídou k emigraci.  Byl rovněž jedním z nejvýznamnějších popularizátorů ukrajinské literatury v Polsku.
Roku 1930 mu Varšava udělila svou literární cenu, kterou si nestačil převzít. Zemřel náhle na mozkovou mrtvici, když šel navštívit do nemocnice svou smrtelně nemocnou dceru Zosii (maligní lymfom). Ta jej přežila pouze o tři týdny.
Władysław Orkan byl pohřben na Rakowickém hřbitově v Krakově. O rok později byly jeho ostatky převezeny do Zakopaného a zde uloženy na Hřbitově zasloužilých.

## Dílo

### Poezie
- Nad grobem Matki (1896, Nad hrobem matky), elegie.
- Z tej smutnej ziemi (1903, Ze smutné země).
- Z martwej roztoki (1912, Z mrtvého žlebu).
- Pieśni czasu (1915, Písně času).

### Povídky a novely
- Nowele (1898, Povídky), naturalistický popis života horalů a rolníků v autorově rodném tatranském regionu.
- Nad urwiskiem (1900, Nad strží).
- Herkules nowożytny (1905, Moderní Herkules), humoristické povídky.
- Miłość pasterska (1909, Pastýřská láska).
- Wesele Prometeusza (1921, Prométheova svatba).
- Opowieść o płanetniku (1926, Pověst o planetníkovi), planetníci jsou v polské mytologii duchové nekřtěnců, utopenců nebo oběšenců. kteří způsobují krupobití.[11]

### Romány
- Komornicy (1900, Podruzi), mnohostranný a pestrý obraz různých vrstev rolnické společnosti, napsaný s důkladnou znalostí rolnické psychiky a zdůrazňující zejména problém bídy podruhů a bezzemků, odkázaných na milost sedláků a vesnických boháčů. V románu jsou silné naturalistické obrazy.
- W roztokach (1903, V rostokách), dvoudílný román, jehož hrdinou je Franek Rakoczy, člověk snažící se bojovat proti nespravedlivému společenskému uspořádání vesnice, kde je veškerá moc soustředěná do rukou boháčů.
- Pomór (1910, Mor), napsáno již roku 1903, román o hladu a epidemii na haličském venkově v polovině 19. století.
- Drzewiej (1912, Kdysi dávno), pololegendární vyprávění o prvních horských osadnících.
- Kostka Napierski (1925), napsáno 1904, román o selském povstání na Podhalí roku 1651.

### Divadelní hry
- Ofiara (1899, Oběť).
- Skapany świat (1903, Chcíplý svět).
- Wina i kara (1905, Vina a trest), tragédie.
- Franek Rakoczy (1908), dramatizace románu W roztokach.

### Publicistika
- Drogą Czwartaków (1916, Cesta čtvrťáků), válečná reportáž (čtvrťáci bylo hovorové označení pro vojáky 4. pěšího pluku polských legií).
- Listy ze wsi (1925-1927, Listy ze vsi), dva díly, črty se sociologickými úvahami.

- Nad grobem Matki (1896)

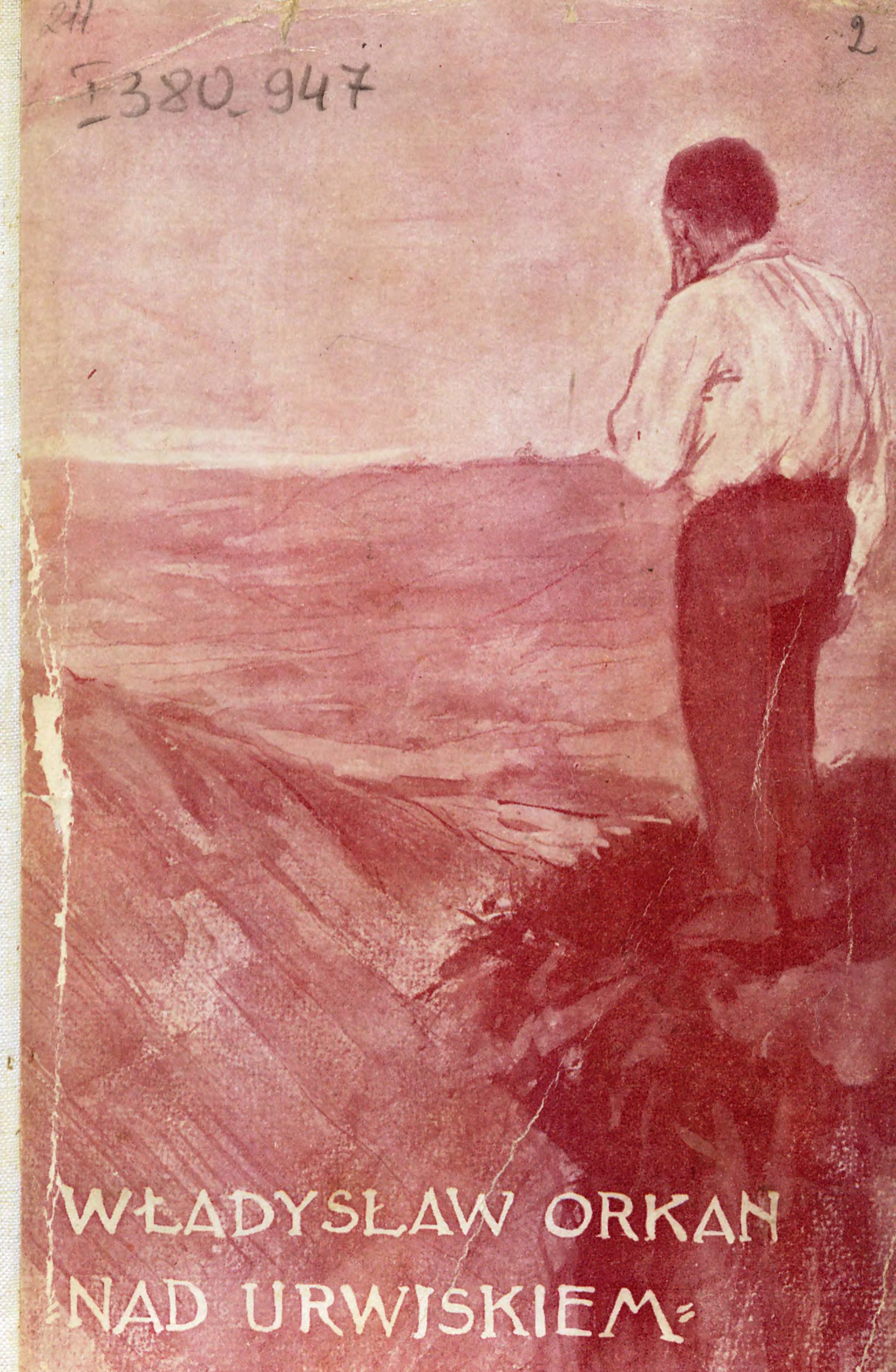
Nad urwiskiem (1900)
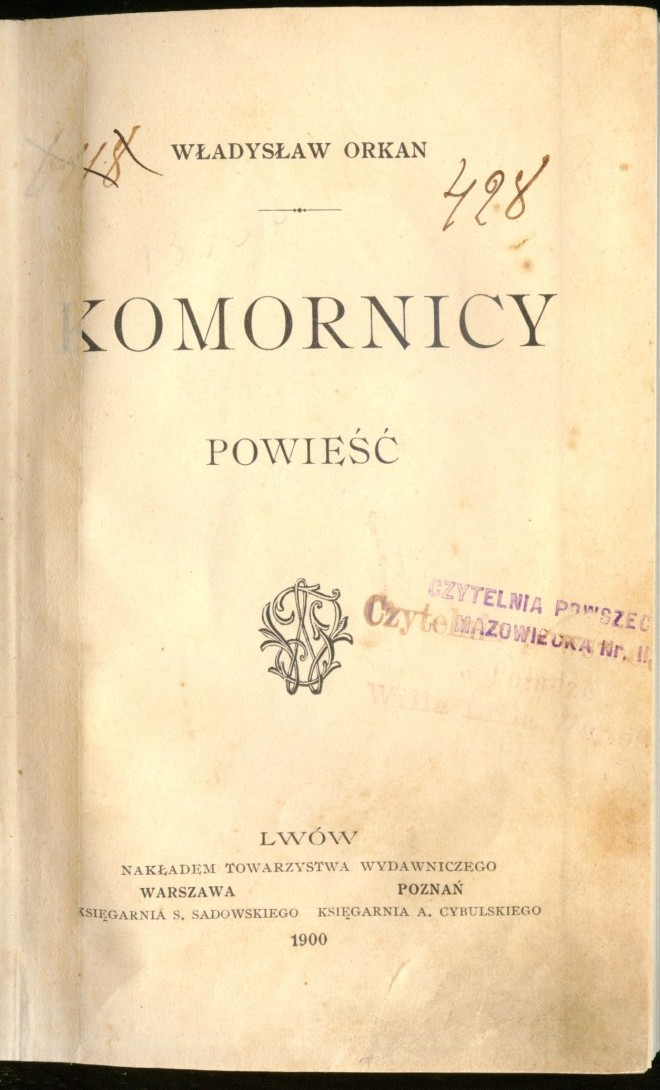
Komornicy (1900)
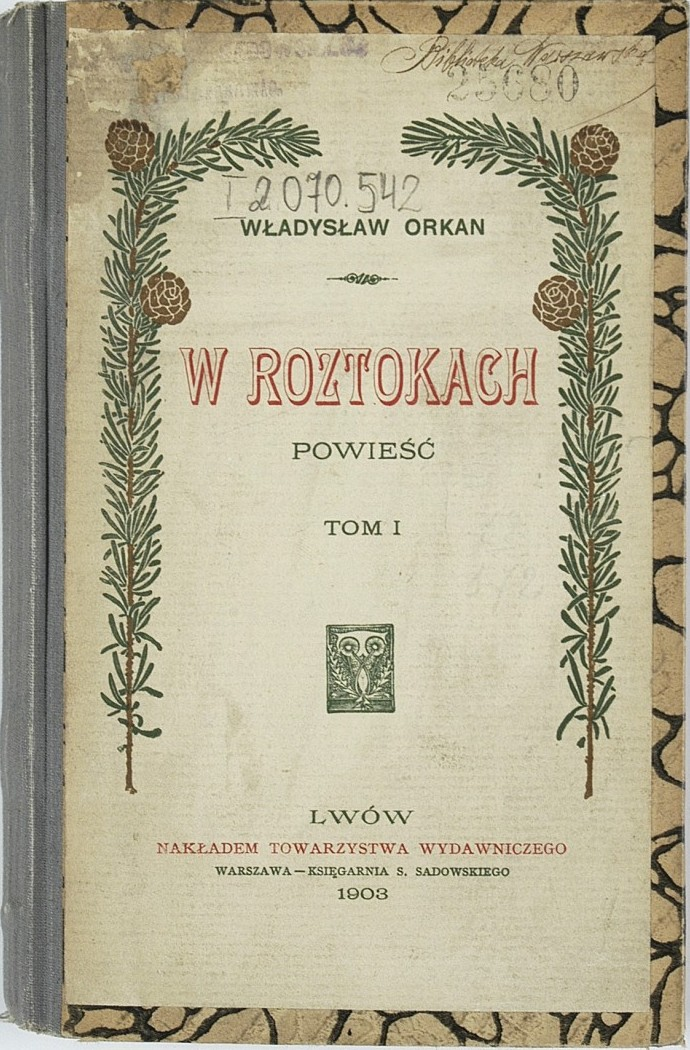
W roztokach (1903)
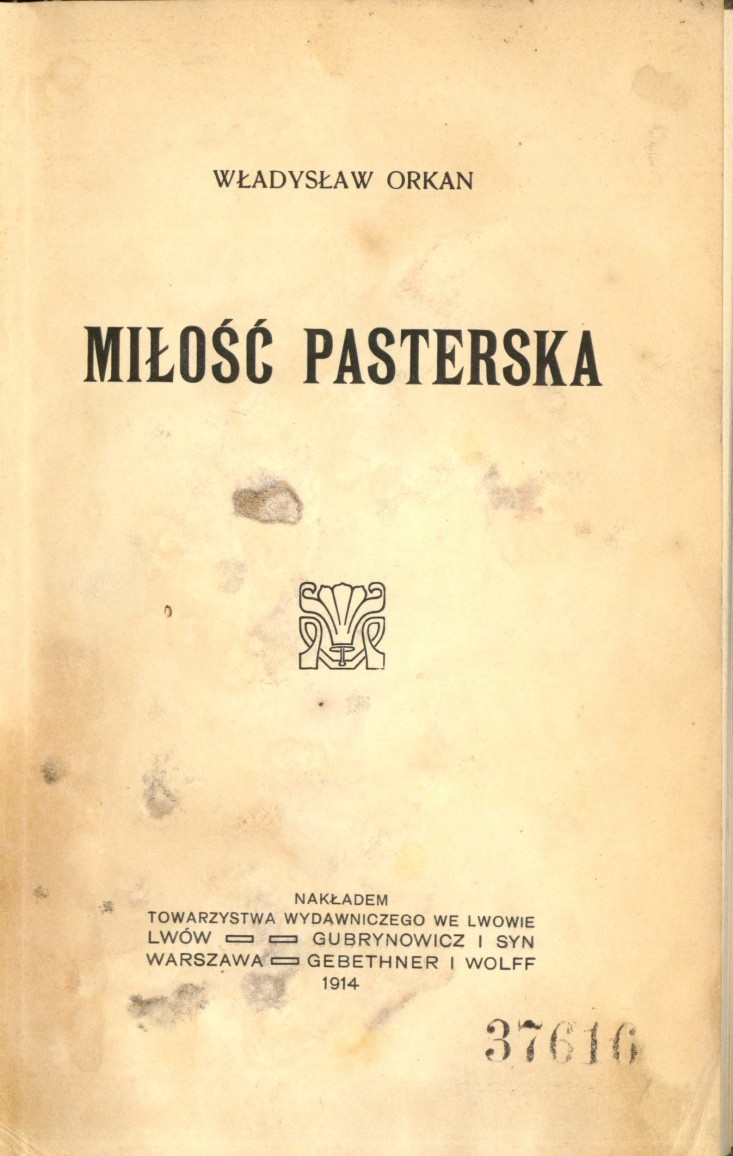
Miłość pasterska (1909)
- Opowieść o płanetniku (1926)

## Česká vydání
- V rostokách, Praha: Josef R. Vilímek 1913, přeložil Jan Josef Langner.
- Podruzi, Praha: Brázda 1950, přeložil Erich Sojka, svazek obsahuje román Podruzi, povídky Svačina (Podwieczorek), Osud (Przeznaczenie), Bez domova (Bezdomni) a Dva obrázky z života učitele (Dwie kartki z życia nauczyciela) a výbor z Listů ve vsi.